# کاهوی دریایی باریک
کاهوی دریایی باریک (نام علمی: Monostroma) نام یک سرده از راسته دریاکاهوسانان است.